# Bernhard Beschoren
Bernhard Beschoren (* 6. Dezember 1898 in Altlüdersdorf (heute: Gransee OT Altlüdersdorf); † 24. April 1982 in Werneck) war ein deutscher Geologe. 

## Leben
Bernhard Beschoren war der Sohn eines Pfarrers und besuchte die Gymnasien in Potsdam und Berlin-Wilmersdorf mit dem Abitur 1916. Nach Wehrdienst im Ersten Weltkrieg studierte er Geologie und Naturwissenschaften in Berlin und Freiburg im Breisgau und wurde 1926 in Berlin bei Josef Felix Pompeckj promoviert (Cenoman und Turon der Kreidemulde von Sack bei Alfeld). Von 1927 bis 1938 war er bei der Preußischen Geologischen Landesanstalt (PGLA), wo er es zum Bezirksgeologen brachte. Danach ging er zur American Petroleum Company nach Dänemark. Im Zweiten Weltkrieg war er ab 1940 Wehrgeologe (Polen, die Kanalinseln Guernsey und Alderney, Niederlande) und war ab 1944 in englischer Kriegsgefangenschaft. Ab 1946 war er am Bayerischen Geologischen Landesamt, an dem er 1954 als Oberlandesgeologe pensioniert wurde.
Er befasste sich mit Kreide in Niedersachsen, Westfalen und den Kanalinseln, mit Quartärgeologie in Norddeutschland, Kalisalz im Werra-Gebiet und Erdölgeologie, zuletzt mit dem Tertiär des bayerischen Molassebeckens.

## Mitgliedschaften
- 1921 Deutsche Geologische Gesellschaft
- 1927–1938 Preußische Geologische Landesanstalt

## Kartographische Veröffentlichungen
Von ihm stammt die Geologische Karte 1:100.000 von Schweinfurt und 1:25.000 von Burg Stargard in Mecklenburg (mit Kurd von Bülow), Groß Ilsede (mit Paul Woldstedt), Kalzig (mit B. Dammer, H. L. Heck, Julius Hesemann, K. Ihnen) und Züllichau sowie einige zu Lebzeiten kriegsbedingt nicht veröffentlichte Aufnahmen (z. B. Großburgwedel bei Hannover).

## Schriften
- Cenoman und Turon der Kreidemulde von Sack bei Alfeld. In: Neues Jahrbuch für Mineralogie, Geologie und Paläontologie, Abhandlungen, Beilage-Band 55, Teil 2, 1926, S. 87–132
- Cenoman und Turon der Gegend von Unna und Werl in Westfalen. In: Neues Jahrbuch für Mineralogie, Geologie und Paläontologie, Abhandlungen, Beilage-Band 58, 1927, S. 1–49
- Die Entstehung des Havelsanders. In: Sitzungsberichte PGLA, H. 5, 1930, S. 197
- Über einheimisches Diluvium in der Umgebung von Burgdorf in Hannover. In: Jb. PGLA Bd. 52 für 1931, Berlin 1932, S. 79–85
- Über Warwentone in der nördlichen Mark Brandenburg. In: Sitzungsberichte PGLA, H. 7, 1932, S. 152–153
- mit A. Hoffmann, A. Neuhaus, C. Hahne, E. Kohl, F. Bessert, Walther E. Petrascheck, F. Birkner, Fritz Dahlgrün, Fritz Deubel: Geologisch-petrographische Untersuchungen der Kalilager des Werragebietes. Archiv für Lagerstättenforschung. Heft 57, 1933
- Sammlung und Veröffentlichung eines Literaturverzeichnisses der Erdölgeologie Deutschlands. Öl und Kohle, H. 1, 1933
- Die erdölgeologische Literatur Deutschlands bis 1933. Archiv für Lagerstättenforschung, Heft 60, 1934
- Über alluviale Neubildungen in historischer Zeit im Gebiet von Elbe und Oder. In: Jb. PGLA, Bd. 54 für 1933, Sitzungsberichte, Nr. 9, 1934, S. 9 und Band 55 für 1934, 1935, S. 292–304
- Über jungdiluviale Staubeckentone zwischen Havel und Oder. In: Jahrbuch PGLA, Bd. 55 für 1934, 1935, S. 395–428
- Zur Geschichte des Havellandes und der Havel während des Alluviums. In: Jb. PGLA, Bd. 55 für 1934, 1935, S. 305–311
- mit W. Selle: Das Werden des Eddesser Moores. In: 21. Jber. Ver. Naturw. Braunschweig, Band 23, 1935, S. 59–79
- Über das Alluvium im Leinetal bei Neustadt a. Rbg. und im Allertal bei Celle. In: Jahrbuch PGLA, Bd. 56 für 1935, 1936, S. 196–204
- Über eine Oslandschaft in der Grenzmark östlich Schwerin a. W.. In: Jahrbuch PGLA, Bd. 57 für 1936, Sitzungsberichte, 5, S. 9, 1937
- mit G. Abele, Richard Dehm, R., L. Erb, Bruno Fuchs, O. Ganss, H. Kiderlein, H. Nathan, F. Neumaier, Paul Schmidt-Thomé, W. Stephan: Erläuterungen zur Geologischen Übersichtskarte der Süddeutschen Molasse 1 : 300 000, München 1955
- Erläuterungen zur Geologischen Karte von Bayern 1:100.000, Blatt Nr. 510 Schweinfurt. 95 S., 2 Taf., Bayerisches Geologisches Landesamt, München 1955